# Westland Lynx
Westland Lynx (eng. Lynx; hrv. Ris) je britanski višenamjenski vojni helikopter kojeg je dizajnirala i proizvela tvrtka Westland Helicopters u tvornici u Yeovilu. Izvorno je zamišljen za civilnu uporabu ali je vojni interes doveo do razvoja inačica za kopnenu vojsku i ratnu mornaricu. Lynx je prvi puta poletio 21. ožujka 1971. a predstavljen je 1978. kada se počeo proizvoditi. Primarno je osmišljen za sudjelovanje u borbenim misijama, protu-oklopno djelovanje, protu-podmorničke uloge te za traganje i spašavanje.
Lynx je prvi u potpunosti aerobatski helikopter u svijetu a 1986. je specijalno modificirani Lynx ostvario svjetski rekord u brzini helikoptera. Njegov uspjeh je službeno potvrdila Međunarodna aeronautska federacija (fra. Fédération Aéronautique Internationale).
Helikopter danas proizvodi zajednička talijansko-britanska tvrtka AgustaWestland.

## Dizajn

### Počeci
Prvotni dizajn helikoptera (poznat kao Westland WG.13) je stvoren sredinom 1960-ih kao zamjena za Westlandove modele Scout i Wasp te kao naprednija alternativa za UH-1 Iroquois. Na temelju englesko-francuskog sporazuma potpisanog u veljači 1967., francuska tvrtka Aérospatiale je dobila udio u proizvodnom programu helikoptera. Time je tvrtka osigurala 30% proizvodnje dok je na Westland otpadao ostatak. Također, Francuska je od Velike Britanije htjela kupiti Lynx za vlastitu ratnu mornaricu i kopnenu vojsku (naoružani izviđački model) dok bi britanska vojska zauzvrat kupila Aérospatialeove modele Gazelle i Puma. U konačnici je francuska vojska otkazala narudžbu Lynxa u listopadu 1969.
Izvorni Westland Lynx su pokretala dva Rolls-Royce Gem motora koristeći mnoge komponente od modela Scout i Wasp. S druge strane, rotor je bio nov s polukrutim dizajnom. Lynxov prototip je prvi puta poletio 21. ožujka 1971. dok je 1972. srušio svjetski rekord na 15 i 25 km letjevši brzinom 321,74 km/h.
Britanska vojska je naručila preko 100 Westland Lynxa koji su nosili vojnu oznaku Lynx AH.1 (Army Helicopter Mark 1). Helikopterima su namijenjene zadaće oružane pratnje, protu-tenkovskog djelovanja (s TOW raketama), transporta te izviđanja i spašavanja. Vojska je helikoptere opremila s Marconi Elliot AFCS sustavom za automatsku stabilizaciju na tri osi.
Poboljšani Lynx AH.1 s Gem 41-1 ili Gem 42 motorima i unaprijeđenim prijenosom je označen kao Lynx AH.5. U svrhu testiranja izgrađeno ih je svega pet. Lynx AH.5 je doveo do razvoja inačice AH.7 koja je imala novi repni rotor (preuzet s Westlanda 30), armiranu konstrukciju, poboljšanu avioniku i obrambene značajke.
Prvotna mornarička inačica Lynxa u britanskoj službi poznata kao Lynx HAS.2 ili Lynx Mk.2(FN) (u francuskoj službi) se tehnički razlikuje od Lynx AH.1. Poboljšani model za Kraljevsku mornaricu - Lynx HAS.3 koristi Gem 42-1 Mark 204 motore, unaprijeđeni prijenos te Orange Crop sustav elektroničke podrške. Lynx HAS.3 je kasnije također nadograđivan. Francuski Lynx helikopteri koji su na isti način nadograđeni poznati su pod oznakom Lynx Mk.4(FN).
Mnoge izvozne inačice temeljene na Lynx HAS.2 i HAS.3 su prodavane stranim zračnim snagama.
11. kolovoza 1986. Westland Lynx kojim je upravljao pilot Trevor Egginton je ostvario apsolutni brzinski rekord za helikoptere na više od 15 i 25 km postigavši brzinu od 400,87 km/h te i danas drži taj rekord.

### Super Lynx i Battlefield Lynx
1984. je predstavljen poboljšani Lynx-3 s produženim trupom, Gem 60-3/1 motorima i drugim značajkama. U značajke Lynx-3 helikoptera spadaju i BERP lopatice rotora te povećani kapacitet spremnika goriva. Predložene su obje kopnene i mornaričke inačice. Projekt je završio 1987. zbog nedostatka interesa jer je kupljen samo jedan prototip Lynx-3 namijenjen kopnenoj vojsci.
Inačicu Lynx AH.7 Westland je na tržištu predstavio krajem 1980-ih pod nazivom Battlefield Lynx. Prototip je prvi puta poletio u studenom 1989. a počeo se isporučivati 1991. Helikopteri koji su ušli u službu britanske vojske nosili su oznaku Lynx AH.9.
Početkom 1990-ih Westland je počeo razvijati mornarički helikopter Super Lynx koji je sadržavao tehnologiju s mornaričke verzije modela Lynx-3. Helikopter je imao repni motor preuzet s Westlanda 30, BERP lopatice rotora, Gem 42 motore, novu radarsku instalaciju ispod nosa te elektro-optički senzor koji kao opcija može biti ugrađen u nos helikoptera.
Britanska ratna mornarica je vlastite helikoptere Lynx HAS.3 nadogradila na Super Lynx standard te su nosili oznaku Lynx HMA.8. Osim Velike Britanije, nekoliko stranih zemalja je naručilo kupnju ili nadogradnju vlastitih Lynx helikoptera na Super Lynx standard.
Kasnije je Westland ponudio modele Super Lynx 200 (s LHTEC CTS800 motorima) i Super Lynx 300 (s novim kokpitom i avionikom preuzetim s modela AgustaWestland EH101). Oba modela su postigla izvoznu prodaju.

### Future Lynx/Lynx Wildcat
Britanska kopnena vojska i Kraljevska mornarica su vlastitu flotu Lynx helikoptera nadogradili na zajednički standard koji je temeljen na modelu Super Lynx 300. Helikopter je imao novo podvozje, kokpit, avioniku i senzore. Prvotno je ova inačica nazvana Future Lynx dok je kasnije preimenovana u AW159 Lynx Wildcat.

## Operativna povijest
Lynx Mk.2(FN) je ušao u službu francuskog mornaričkog zrakoplovstva 1979. U britanskim oružanim snagama Lynx AH.1 je ušao u službu zračnog korpusa britanske kopnene vojske 1979. a 1981. Lynx HAS.2. Taj model je tijekom 1980-ih nadograđen na standard Lynx HAS.3 a tijekom 1990-ih na Lynx HMA.8 standard. Većina Lynxa kopnene vojske je kasnije nadograđena na standard Lynx AH.7.
2009. godine zračni korpus britanske vojske je koristio inačice Lynx AH.7 i AH.9 kao višenamjenske helikoptere. Neki od tih helikoptera su korišteni kao jurišni te za pružanje podrške Kraljevskim marincima.
Lynx HAS.3 i HMA.8 su korišteni za protu-podmorničko ratovanje te kao mornarički jurišni helikopteri opremljeni sa Stingray topredima te Sea Skua protu-brodskim projektilima. Također, HAS.3 i HMA.8 mogu obavljati zadaće suzbijanja krijumčarskih mreža i piratstva te je na njih montirana Herstalova teška strojnica M3M.
Britanska vojska svoje je Westland Lynx helikoptere koristila tijekom Falklandskog rata. Iako tada niti jedan helikopter nije oboren, tri su uništena tijekom argentinskih zračnih napada na britansku mornaricu. Tada su izgubljeni helikopteri koji su se nalazili na ratnim brodovima HMS Coventry, HMS Ardent i MV Atlantic Conveyor.
Lynx helikopteri korišteni su tijekom Zaljevskog rata 1991. te su imali razarajući učinak na iračku ratnu mornaricu. Tijekom tog sukoba letjelice je koristila britanska vojska. Također, isti helikopteri su u rujnu 2000. tijekom Operacije Barras sudjelovali u spašavanju britanskih vojnika iz Sierra Leonea.
Svoju uporabu Lynx je imao tijekom invazije na Irak 2003. a kasnije je uvelike korišten za potrebe mirovnih misija i vojnih vježbi. Iznad iračkog grada Basre 6. svibnja 2006. srušio se britanski Lynx od 847. mornaričkog zračnog eskadrona. Helikopter je oboren prijenosnim zemlja-zrak projektilom te je prilikom njegovog pada poginulo svih petero ljudi u njemu. To je za britanske oružane snage bio prvi helikopter te druga letjelica uopće (prvi je bio RAF-ov C-130 Hercules) koju su neprijateljske snage uspjele srušiti tijekom rata.
Portugalska ratna mornarica je intenzivno koristila Westland Lynx tijekom Operacije Oceanski štit. Helikopteri su djelovali s fregata klase Vasco da Gama te su bili opremlji s M3M strojnicama kalibra 12,7 mm.
28. veljače 2011. Lynx nizozemskog mornaričkog zrakoplovstva je zarobljen u Libiji tijekom misije evakuacije. Libijski vojnici su zarobili trojicu mornaričkih časnika dok su dvojica civila koji su trebali biti evakuirani kasnije spašeni drugim sredstvima.

## Inačice

### Kopnene inačice
- Westland WG.13: prototip koji je prvi puta poletio 21. ožujka 1971. Ukupno je proizvedeno 13 prototipova.[8]
- Lynx AH.1: prvotna proizvodna verzija namijenjena zračnom korpusu britanske kopnene vojske. Pokreću ga Gem 2 motori snage 671 kW (900 KS)[2] a prvi proizvedeni model je poletio 11. veljače 1977. Helikopteri su se isporučivali do veljače 1984. a proizvedeno ih je 113.[2] Korišten je za različite zadatke uključujući taktički transport, oružanu pratnju, protu-tenkovsko djelovanje te izviđanje i evakuaciju ozlijeđenih. Protu-tenkovski modeli su bili opremljeni s osam TOW projektila (60 helikoptera) te su nosili oznaku Lynx AH.1 (TOW).[8]
  - Lynx AH.1GT: privremena konverzija AH.1 na djelomični AH.7 standard za zračni korpus kopnene vojske s unaprijeđenim motorom i repnim rotorom.[8]
- Lynx HT.1: planirana inačica za trenig pilota RAF-a čiji je projekt otkazan.[8]
- Lynx AH.5: nadograđena verzija s Gem 41-1 motorima snage 835 kW (1.120 KS) te poboljšanim mjenjačem.[2]
- Lynx AH.6: predložena inačica za Kraljevske marince s podvozjem, sklopivim repom i drugom opremom preuzetom s mornaričke verzije Lynxa. Ovaj model se nije proizvodio.[8]
- Lynx AH.7: nadograđena inačica za britansku vojsku s Gem 41-1 motorima, unaprijeđenim mjenjačem preuzetim s AH.5 te novim, lakim, kompozitnim repnim rotorom. Kasnije su vraćene BERP lopatice rotora. Proizvedeno je 12 novih Lynx AH.7 dok je 107 Lynx AH.1 konvertirano na ovaj standard.[8] Mali broj helikoptera je korišten kao zračna podrška Kraljevskim marincima.[9] Danas ih je zamijenio WAH-64 Apache kao glavni jurišni helikopter.
  - Lynx AH.7(DAS): AH.7 s obrambenim podsustavom.
- Lynx AH.9 ("Battlefield Lynx"): višenamjenska inačica za zračno krilo kopnene vojske s poboljšanom kutijom mjenjača. Proizvedeno je 16 helikoptera dok je osam AH.7 konvertirano na ovaj standard.[8]
  - Lynx AH.9A: AH.7 s unaprijeđenim LHTEC CTS800-4N motorima snage 1.015 kW (1.362 KS). 22 helikoptera je nadograđeno na ovaj standard.

### Mornaričke inačice
- Lynx HAS.2 / Mk.2(FN): početna proizvodna inačica za Kraljevsku (HAS.2) i francusku (Mk.2(FN)) mornaricu s Gem 2 motorima, sklopivim rotorom te ugrađenim harpunima. Britanski helikopteri bili su opremljeni sa Sea Spray radarom dok su francuski Mk.2(FN) imali radar francuske proizvodnje i tegljeni sonar. Kada se helikopter koristio za protu-podmorničku ulogu, mogao je nositi harpune ili ostalo naoružanje. U kopnenom ratovanju helikopter je bio opremljen s četiri Sea Skua projektila (Kraljevska mornarica) ili četiri AS.12 projektila (Francuska ratna mornarica).[10] Proizvedeno je 60 helikoptera za britanske[2] i 26 za francuske[2] potrebe.

- Lynx HAS.3: unaprijeđena inačica HAS.2 s Gem 42-1 motorima i nadograđenom kutijom mjenjača. Proizvedeno ih je 30 a počeli su se isporučivati u ožujku 1982. Svi HAS.2 koji su ostali operativni (53 helikoptera) su konvertirani na HAS.3 standard.[2][10]
  - Lynx HAS.3S: poboljšana inačica HAS.3 za Kraljevsku mornaricu opremljena sa sigurnim radiom.[10]
  - Lynx HAS.3GM: modificirani helikopteri Kraljevske mornarice za službu u Perzijskom zaljevu s poboljšanom opremom za elektroničko ratovanje te IFF i FLIR sustavom. Helikopteri su raspoređeni tijekom 1990. i 1991. za vrijeme Zaljevskog rata. Oznaku HAS.3S/GM nose modeli s ugrađenim sigurnim radiom.[10]
  - Lynx HAS.3ICE: HAS.3 modificiran za korištenje na Arktiku a stacioniran je na ophodnom brodu HMS Endurance. Model ima ugrađen sigurni radio.[10]
  - Lynx HAS.3CTS: HAS.3 u kojeg je ugrađena avionika s HMA.8. Sedam helikoptera je kovertirano i testirano.[10]
- Lynx Mk.4(FN): nadograđena inačica za Aéronavale koju pokreću Gem 42-1 motori. Proizvedeno je 14 helikoptera.[10]
- Lynx HMA.8: nadograđena jurišna mornarička inačica temeljena na Super Lynx 100 koju pogone Gem 42-200 motori.
  - Lynx HMA.8(DSP)
  - Lynx HMA.8(DAS)
  - Lynx HMA.8(SRU)
  - Lynx HMA.8(CMP)

### Izvozne inačice
- Lynx Mk.21: izvozna inačica modela HAS.2 za brazilsku mornaricu koja za helikoptere koristi oznaku SAH-11. Isporučeno je devet helikoptera.[10]
- Super Lynx Mk.21A: inačica Super Lynxa (temeljena na HAS.8) za brazilsku mornaricu. Pokreću ga Gem 42 motori te ispod nosa ima ugrađen Seaspray 3000 radar koji se može okretati 360°. Isporučeno je devet novo proizvedenih helikoptera te pet nadograđenih Mk.21.[10]
- Lynx Mk.22: neproizvedena izvozna inačica za egipatsku ratnu mornaricu.[10]
- Lynx Mk.23: izvozna inačica HAS.2 za argentinsku ratnu mornaricu. Proizvedeno i isporučeno je svega dva helikoptera zbog početka Falklandskog rata i stupanja britanskog embarga na oružje. Kasnije je jedan helikopter prodan Danskoj[10] a drugi Brazilu.
- Lynx Mk.24: neproizvedena izvozna inačica za iračku vojsku.[8]

- Lynx Mk.25: izvozna inačica HAS.2 za Kraljevsku nizozemsku mornaricu. Proizvedeno je šest helikoptera[11] koji su u nizozemskoj službi imali oznaku UH-14A.
- Lynx Mk.26: neproizvedena izvozna inačica za iračku vojsku.[8]
- Lynx Mk.27: izvozna inačica HAS.2 za Kraljevsku nizozemsku mornaricu koju su pokretali Gem 4 motori snage 836 kW (1.120 KS). Proizvedeno je deset helikoptera koji su u nizozemskoj službi nosili oznaku SH-14B.[10]
- Lynx Mk.28: izvozna inačica AH.1 za katarsku nacionalnu policiju. Proizvedeno je tri helikoptera.[8]
- Lynx Mk.64: izvozna inačica Super Lynxa namijenjena južnoafričkim zračnim snagama.
- Lynx Mk.80: izvozna inačica za Kraljevsku dansku mornaricu temeljena na HAS.3 ali s ne-sklopivim repom. Proizvedeno je osam helikoptera.[2]
- Lynx Mk.81: nadograđeni model za Kraljevsku nizozemsku mornaricu s Gem 41 motorima koji umjesto sonara koristi tegljeni detektor magnetskih anomalija. U nizozemskoj službi nosi oznaku SH-14C i uglavnom služi za trening pilota. Poizvedeno je osam helikoptera.[10]
- SH-14D: nadograđeni UH-14A/SH-14B/SH-14C Lynx na zajednički standard nizozemske mornarice u sklopu STAMOL programa s Gem 42 motorima te ima mogućnost dodatnog postavljanja uranjajućeg sonara i FLIR 22.[10]
- Lynx Mk.82: neproizvedena izvozna inačica za egipatsku vojsku.[8]
- Lynx Mk.83: neproizvedena izvozna inačica za saudijsku vojsku.[8]
- Lynx Mk.84: neproizvedena izvozna inačica za katarsku vojsku.[8]
- Lynx Mk.85: neproizvedena izvozna inačica za emiratsku vojsku.[8]
- Lynx Mk.86: izvozna inačica HAS.2 za Kraljevsku norvešku ratnu mornaricu.[10]
- Lynx Mk.87: izvozna inačica za argentinsku mornaricu na koju je stavljen embargo. Westland je od osam naručenih helikoptera proizveo svega dva koja je umjesto Argentini prodao danskoj mornarici kao Mk.90.[10]
- Lynx Mk.88: izvozna inačica za njEmačku mornaricu s Gem 42 motorima i uranjajućim sonarom. Proizvedeno je 19 helikoptera.[10] Super Lynx Mk.88A je nadograđena inačica s Gem 42 motorima, 360° popriječnim radarom ispod nosa i FLIR sustavom. Proizvedeno je sedam helikoptera dok su modeli Mk.88 nadograđeni na taj standard.[10]
- Lynx Mk.89: izvozna inačica HAS.3 za nigerijsku mornaricu. Proizvedeno je tri helikoptera.[10]
- Lynx Mk.90: izvozna inačica za Kraljevsku dansku mornaricu koja je izvorno bila namijenjene Argentini (kao Mk. 87). Lynx Mk.90A su nadograđene inačice.[10] Lynx Mk.90 i Mk.90A su nadograđeni na Super Lynx standard te nose oznaku Mk.90B.[10]
- Lynx Mk.95: inačica Super Lynxa za portugalsku mornaricu s Bendix radarom i uranjajućim sonarom ali bez FLIR-a. Portugalu su dostavljena tri nova helikoptera i dva rabljena HAS.3 Kraljevske mornarice koji su nadograđeni.[10]

- Super Lynx Mk.99: inačica Super Lynxa namijenjena južnokorejskoj mornarici sa Seaspray 3 radarom, uranjajućim sonarom i FLIR-om. Helikopteri su namijenjeni protu-podmorničkom i protu-brodskom djelovanju a proizvedeno ih je 12. Super Lynx Mk.99A je nadograđena inačica s poboljšanim rotorom a proizvedeno ih je 13.[10] Trupovi su se proizvodili u Velikoj Britaniji dok je Južna Koreja proizvela vlastiti elektro-optički sustav, sustav za elektroničko ratovanje i SUP te sustav kontrole leta i podvozje.[12][13][14][15][16]
- Super Lynx Mk.100: inačica Super Lynxa za Kraljevsku malajsku mornaricu s CTS-800-4N motorima snage 990 kW (1.327 KS). Proizvedeno je šest helikoptera.[17]
- Super Lynx Mk.110: Super Lynx 300 za Kraljevsku tajlandsku mornaricu. Naručena su četiri helikoptera.[17]
- Super Lynx Mk.120: izvozna inačica za Kraljevske zračne snage Omana. Proizvedeno je 16 helikoptera.[17]
- Super Lynx Mk.130: izvozna inačica za alžirsku ratnu mornaricu koja je naručila četiri helikoptera.
- Super Lynx 300: napredni Super Lynx s CTS-800-4N motorima.

### Projekti
- Lynx HT.3: predložena inačica namijenjena treningu pilota RAF-a ali nikada nije proizvedena.
- Lynx-3: poboljšana inačica Lynxa s rotorom i repom preuzetim s Westlanda 30, motorima Gem 60, novim podvozjem i podatkovnom sabirnicom MIL-STD-1553. 1984. je proizveden svega jedan prototip (serijska oznaka ZE477 / G-17-24).[18]
- Battlefield Lynx: preložena izvozna inačica Lynx AH.9.
- Battlefield Lynx 800: predložena izvozna inačica Lynx AH.9 s LHTEC T800 motorima. Cijeli projekt je suspendiran 1992. godine. Proizveden je jedan demonstrativni helikopter te je testiran njegov let.[4]
- Lynx ACH: predloženi napredni helikopterski demonstartor kojeg je dijelom financiralo britansko Ministarstvo obrane. Projekt je najavljen u svibnju 1998. te su ACH trebali pokretati RTM322 motori. Bilo je predviđeno da bi ovaj model letio 50% brže od standardnog Lynxa.[19]

### Derivati
- Westland 30: srednji helikopter temeljen na Lynxu s proširenim trupom za transport 22 putnika.
- AgustaWestland AW159 Lynx Wildcat: Super Lynx s dva LHTEC CTS800 motora. Prije je ovaj derivat bio poznat kao Future Lynx.

## Korisnici

### Vojni korisnici
- Alžir: alžirska ratna mornarica koristi četiri Super LynxMk.130 dok je 2012. naručeno dodatnih šest helikoptera.[20]
- Brazil: brazilska ratna mornarica u svojoj službi ima 12 Lynx Mk.21A.
- Danska: Kraljevske danske zračne snage imaju u svojoj floti 8 Super Lynx Mk.90B koji se koriste za različite zadaće. Helikoptere je izvorno do siječnja 2011. koristila Kraljevska danska mornarica.
- Francuska: francusko mornaričko zrakoplovstvo raspolaže s 31 Lynx HAS.4.
- JAR: južnoafrička ratna mornarica ima četiri Super Lynx Mk.64 koji su raspoređeni na fregatama klase Valour.
- Južna Koreja: južnokorejske zračne snage raspolažu s 12 Super Lynx Mk.99 i 13 Super Lynx Mk.99A koji se koriste za kopneno i protu-podmorničko ratovanje.[21][22]
- Malezija: Kraljevska malajska mornarica raspolaže sa šest Super Lynx Mk.100.
- Nizozemska: Kraljevska nizozemska mornarica u svojoj floti ima 20 Super Lynx SH-14D. Izvorno je naručeno šest helikoptera UH-14A/Mk.25 za potragu i spašavanje te 18 SH-14B/Mk.27 i SH-14C/Mk.81 za protu-podmorničko djelovanje. Svi helikopteri su nadograđeni na SH-14D standard.
- Norveška: Kraljevske norveške zračne snage imaju šest Lynx Mk.86 koji se koriste unutar norveške obalne straže.
- Njemačka: njemačka ratna mornarica koristi 22 Sea Lynx Mk.88A.

- Oman: Kraljevske zračne snage Omana raspolažu s 15 Super Lynx Mk.120.
- Portugal: portugalska ratna mornarica ima pet Lynx Mk.95 koji su raspoređeni na fregatama klase Vasco de Gama
- Tajland: Kraljevska tajlandska mornarica je u siječnju 2010. imala u uporabi dva Super Lynx 300 helikoptera.[23] Raspoređeni su 203. eskadronu u provinciji Chonburi.
- Ujedinjeno Kraljevstvo: britanska vojska (120 Lynx AH.1 / AH.5 / AH.7 / AH.9) i Kraljevska ratna mornarica (80 Lynx HAS.2 / HAS.3 / HMA.8).

### Pravni korisnici
- Katar: katarska državna policija.

### Bivši vojni korisnici
- Argentina: argentinsko mornaričko zrakoplovstvo je naručilo deset Mk.23 ali su dostavljena svega dva helikoptera prije početka Falklandskog rata i britanskog embarga na oružje. Argentina je neisporučene helikoptere nadomjestila s Eurocopter Fennecom. Dva dostavljena Lynxa su kasnije prodani brazilskoj i danskoj ratnoj mornarici.
- Nigerija: nigerijska ratna mornarica je koristila tri Lynx Mk.89 od čega je jedan helikopter zahvatila vatra čime je uništen. Preostali helikopteri su sve do svojeg povlačenja iz službe korišteni za protu-podmorničko djelovanje.
- Pakistan: zračno krilo pakistanske mornarice je koristilo tri Lynx Mk.3 za transport te za potrebe protu-podmorničkog i protu-brodskog djelovanja. Ti helikopteri su povučeni iz službe 2003.

## Tehničke karakteristike (Super Lynx Series 100)
Izvori podataka: Flight International World Aircraft and Systems Directory (3. izdanje)
Osnovne karakteristike
- posada: 2 ili 3
- kapacitet: 10 vojnika
- dužina: 15,24 m
- promjer rotora: 12,80 m
- površina krila: 62 m²
- visina: 3,73 m (mk7)
3,78 m (mk9)
- korisni teret: 737 kg

Letne karakteristike
- najveća brzina: 324 km/h (201 mph)
- dolet: 528 km (sa standardnim spremnicima goriva)
- motor: 2× Rolls-Royce Gem motor

Naoružanje
- naoružanje:
- Opće naoružanje:
  - 1 x 7,62 mm L7 puškomitraljez (AH.7 i AH.9)
  - 1 x .50 Browning M3M teška strojnica (HAS.3 i HMA.8)
- Kopneni jurišnik:
  - 2 x 20 mm topovi
  - 2 x 70 mm lanseri raketa CRV7
  - 8 x protu-tenkovski projektili TOW[24]
- Mornarički model:
  - 2 x torpeda ili 4 x Sea Skua

## Vidjeti također
Povezani helikopteri
- AgustaWestland AW159
- Westland 30

Usporedivi helikopteri
- SH-2 Seasprite
- SH-60 Seahawk
- UH-1 Iroquois
- UH-60 Blackhawk

## Vanjske poveznice
- Military Factory.com
- Helis.com
- Vectorsite.net
- Leonardocompany.com